# THE 地球防衛軍
『SIMPLE2000シリーズ Vol.31 THE 地球防衛軍』は、ディースリー・パブリッシャーより発売されたSIMPLE2000シリーズ第31作目のPlayStation 2用の3Dシューティングゲームである。開発はサンドロット。本項では続編の『SIMPLE2000シリーズ Vol.81 THE 地球防衛軍2』および、その移植作品や関連作品を扱う。

## 概要
『THE 地球防衛軍』はディースリー・パブリッシャーが展開する廉価ソフトシリーズのSIMPLE2000シリーズ第31作目の作品として、2003年6月26日に発売された。主人公は連合地球軍（EDF）の隊員として様々な武器を手にして、宇宙からの侵略者であるインベーダーの巨大生物やUFOといった相手に戦いを挑む。ストーリーやキャラクターなどの演出・設定が特撮やB級映画のような雰囲気を持っている。廉価版である『SIMPLE2000シリーズ』であったため、発売前はゲーム雑誌等ではほとんど取り上げられず、注目度は低かったが、ネット上の口コミによって人気を博した。ゲームエンジンは過去にサンドロットが開発した作品の『ギガンティック ドライブ』から流用しており、これにより低価格が実現出来ている。ヨーロッパではAgetecによって『Monster Attack』というタイトルで発売された。
続編の『THE 地球防衛軍2』はSIMPLE2000シリーズ第81作目として、2005年7月28日に発売された。1作目と比べて新たな兵科や大幅なミッションの追加といったボリュームアップを果たした。ヨーロッパではEssential Gamesによって『Global Defence Force』というタイトルで発売。後にPSPで『地球防衛軍2 PORTABLE』、PS Vitaで『地球防衛軍2 PORTABLE V2』、Nintendo Switchで『地球防衛軍2 for Nintendo Switch』というタイトルで様々なプラットフォームに移植されている。
2006年7月27日には地球防衛軍2の世界観をベースにウォーシミュレーションゲームとして作られた『THE 地球防衛軍タクティクス』が発売された。SIMPLE2000シリーズとしては第103作目。ヨーロッパではEssential Gamesによって『Global Defence Force Tactics』というタイトルで発売されている。

## ストーリー
THE 地球防衛軍
21世紀初頭より増加していた世界各地の紛争は「連合地球軍」（EDF）の発足により沈静化しつつあり、人類は地球環境との共存にも成功し、かつてない平和を実現しつつあった。2017年5月7日、謎の飛行物体が突如ワシントン上空に出現した。インベーダーと呼称された地球外からの侵略者は、一日も経たずにワシントンやアメリカ空軍の12の主要基地を壊滅に追い込み、EDF極東本部とEDF欧州本部も同日中に壊滅させ、数時間で人類が持つ戦力の大部分が失われた。極東EDFは東京に臨時本部を設置し、各地の隊員たちに非常事態を通達した。EDF隊員の主人公は市街地のパトロール中にインベーダーの巨大生物と遭遇し、戦いに身を投じることになる。
THE 地球防衛軍2
2017年の戦いでEDFがマザーシップを撃墜したことでインベーダーは撤退し、地球に平和が訪れた。2018年にEDFが再結成され、世界政府樹立に向けて委員会が設置された。また、特殊部隊ペイルウイングが結成された。しかし、インベーダーが投下した巨大生物は地球の地の底深くに潜んでいた。2019年6月12日、ロンドンにて突如として巨大生物が出現した。その後も世界各地の地下から巨大生物が次々と現れ、ついにはインベーダーの船団が再び地球に襲来する。

## システム
基本的なシステムとして、持っている武器から自由に選択してミッションに臨み、ステージ内の敵を一掃すればミッションクリア（一部例外ミッション有り）となり、次のミッションに挑戦可能になる。一度クリアしたミッションは任意で何度でも挑戦可能。広大なマップは自由に移動可能で、マップ内に存在する大半のオブジェクトは破壊可能であり、建造物も爆発物で破壊することが可能。破壊した後は瓦礫だけが残る。敵やアイテム等の位置は画面右上に表示されている楕円形のレーダーによって常時確認できる。敵は赤、アイテムは黄緑、乗り物は灰色、一般市民は白色の丸い点で表示される。
一部にカメラワークや画面・コントローラの振動などの演出が加えられることもあるが、プレイの妨げにならないようにプレイヤーによる設定でそれらを無効にすることも可能である。コントローラによる操作方法は2種類存在し、簡便な初心者向けの「ノーマル」と、左右のスティックを駆使する上級者向けの「テクニカル」とを任意で選択出来る。
2人同時プレイは「対戦モード」と、キャンペーンを左右分割画面で攻略する「協力プレイ」の2種類が存在する。
難易度はデフォルトで5段階存在し、ミッション開始前に任意で選択する。難易度が高くなるにつれて敵は攻撃力・耐久力・素早さ等が増加するため手強くなる。また、一部には挙動が変化するものも存在する。それぞれの難易度ごとに全てのミッションをクリアすることで、クリア特典としてその難易度に応じた特定のボーナス武器が自動で入手されるようになっている。地球防衛軍2では全難易度の全ミッションをクリアすることで新たな難易度の「IMPOSSIBLE」が出現・選択可能になる。他の難易度が白文字で表記されているのに対し、こちらは赤文字で表記されている。クリアによる特典は無い。IMPOSSIBLEの特徴として、体力が陸戦兵は1000、ペイルウイングは500に固定され、敵の落とすアイテムが回復アイテムしか出現せず、一部を除くほぼ全ての敵が5段階目のINFERNOより更に強化されている。
敵は倒された際に時々アイテムを落とすことがあり、取得することでそれぞれの効果を発揮する。アイテムは主人公が取得しない限り消滅してしまうことは無いが、マップ内に存在できる数に上限があるため、上限最大までアイテムが存在している状態ではそれ以降敵を倒してもアイテムは出現しない。アイテムのデザインはEDF1とEDF2で異なり、同じEDF2でも移植作品系列では回復アイテムのカラーリングが変更されている。アイテムの種類は、大小2種の回復アイテム、取得してクリアした後にアーマー値を上昇させる灰色の防弾チョッキ、取得した分だけクリア後に武器を取得する緑色のボックス状のアイテムの3種類ある。

## 兵科
陸戦兵
EDF1とEDF2を通じて登場する兵科。EDFの中核をなす。正式名称は「EDF陸戦歩兵部隊隊員」。総勢30万人もの隊員が各地に派遣されている。スーツの色は灰色と赤を基調としている。ゲーム中で主人公として操作できるのは男性キャラクターである。（女性もいるのかは作中で言及されていないため不明）固有アクションとしてローリングする「緊急回避」が使用可能。また、ミッションによっては乗り物が配置されており、戦車や戦闘ヘリコプター・エアバイクといった兵器に搭乗可能である。
SIMPLE2000シリーズの対戦ゲーム「SIMPLE2000シリーズ Vol.91 THE ALL☆STAR格闘祭」に参戦している。
ペイルウイング
EDF2より登場する兵科。2017年の大戦後に結成されたEDF特殊部隊。服装は陸戦兵に比べて肌の露出が多く、スーツの色は青を基調としている。ゲーム中で主人公として操作できるのは女性キャラクターである。（男性もいるのかは作中で言及されていないため不明）飛行のため装備は軽量化されておりアーマーが低い。
背中に装備した飛行ユニットを用いて高速で空中を飛行可能。武器はインベーダーの技術が使用されていて、飛行ユニットや武器は「プラズマ・エネルギー・ユニット」からエネルギーを供給されており、使用する度にエネルギーを消費する。これは時間と共に徐々に回復するが、完全に消費しきってしまうと「緊急チャージモード」となり、フルチャージまで飛行不能になるほか、一部の武器も使用不能になる。しかし緊急チャージ中はエネルギーの回復速度が通常よりも早くなるため、上手く活用することで戦闘を有利に進めることも可能である。地上での移動速度は陸戦兵よりも遅く、緊急回避や乗り物の使用もできない。
エアレイド
EDF2PV2より参戦した兵科。味方部隊に砲撃や空爆を要請して戦う。ビークルの操縦に関して特殊な訓練を受けており、乗り物に搭乗した際は陸戦兵以上の能力を引き出すことができる。

## キャラクター

### 連合地球軍（EDF）
前述の通り主人公達以外はほぼ壊滅状態で、他には隊長やオペレーター、ニュースのアナウンサー、インベーダー相手に奮闘し、恐れおののき、そして断末魔の叫びを挙げる他の隊員達が登場するが、いずれも一部のミッション中に無線通信と思われるものでコメントするだけで、姿を見せることは無い。
隊長
声 - 志村知幸
主人公の所属する部隊の隊長。『1』では陸戦兵の隊長と思われる男性の声のみであったが、『2』では新たにペイルウイングの隊長と思われる女性の声も追加された。陸戦兵の隊長は一部のミッションクリア時に主人公を賞賛してくれるが、「まさか勝つとは…信じられん」「人間業じゃない…」「化け物か…」等と発言をしたり、また『1』では開幕時に海側に背を向けた状態で、海側から敵の大群が押し寄せてくるという状況で戦闘が開始されるミッションにおいて、「背後は海…背水の陣か」という発言をしたりもする。
オペレーター
声 - 甲斐田裕子
女性のオペレーター。非常に事務的で、武器や操作方法、戦況の説明や敵の分析をして主人公をサポートしてくれる。また、『2』では新たにもう1人オペレーターが追加され、前者と同様に主人公をサポートするが、こちらはあるミッションのクリア時に「この状況で生き残れるなんて…なんで？あり得ない…」と発言している。
その他の隊員
彼らはいずれもミッション中に巨大甲殻虫、ファイター、ダロガ、バゥ等の猛攻にあっけなく殉職してしまっている。名前が確認されている隊員は『1』ではミッション1での戸田隊員、ミッション2での船木隊員、ミッション3に登場する結城隊員などがいる。
『2』では隊員の台詞が増えているほか、女性隊員も登場する。隊員の中には錯乱状態に陥る者や発狂してしまう者もいたりする。
アナウンサー
ニュースの生中継をしている女性のアナウンサー。一部のミッションではラストにニュース速報や、開始前に挿入されるムービーで彼女が実況している。隊長や他の隊員に比べて声の音質が鮮明である。

### インベーダー
UFOに乗って地球侵略にやって来たらしいが、当のインベーダー自身は姿も見せなければ台詞の1つも無い。
インベーダーはある程度の知能を持ち、人類はことごとく彼らの罠にはめられている。そのため隊員以外の台詞には「敵の罠」という言葉がよく使われている。
いずれの敵も「ミッション開始直後から主人公に接近・攻撃するタイプ」と「主人公が一定の範囲内まで接近するか、攻撃を仕掛けるまで行動を起こさない待機タイプ」の2種に大別されており、前者は迅速に対処しなければならないが、後者の場合は任意のタイミングで攻撃を仕掛けることが可能なため、比較的対応が容易である。

#### 巨大生物
虫に酷似しているが、厳密には虫ではなく単なる「巨大生物」とのみ呼称される（唯一結城隊員は巨大甲殻虫を「蟻」と呼んでいる）。街をいっぱいに埋め尽くすように膨大な数の巨大生物が所かまわず徘徊し、さらにはビルの壁面や塔に群がっている。
巨大甲殻虫
巨大な黒蟻。質より量で迫るその戦闘力は侮れない。強靭な顎で噛み付くもの、臀部から酸（体液）を噴射するものの2タイプに大別される。
赤色甲殻虫
巨大な赤蟻。巨大甲殻虫よりも更に高い攻撃力・耐久力・機動力を有する。しかし攻撃手段は噛み付き攻撃しか持たないため、距離をとればほぼ無害。
飛行甲殻虫
『2』より出現する、空中を飛行する羽蟻。攻撃手段は飛行しながら巨大甲殻虫と同様に酸を噴出する。不規則な軌道で飛び回るため狙撃が難しく厄介だが、一度でも攻撃を受けるとしばらく地面に着地する習性を持つため、そこを狙うのが有効。
超巨大甲殻虫「クイーン」
巨大甲殻虫よりも更に巨大な女王蟻。飛行甲殻虫のような羽を生やしているが、飛行はできない模様。赤色甲殻虫を遥かに凌ぐ耐久力を誇り、一定のダメージを与えないと怯まない。臀部から霧状の大規模な酸を噴射して攻撃してくる。
凶虫バゥ
『2』より出現。巨大ハエトリグモである。跳躍しながら移動し、臀部から酸を含んだ糸を射出して敵を絡め取ろうとする。糸は接触している間は常にダメージを受け続け、糸の数だけ効果が重複するため、殺人的攻撃力を持つ。さらに射程も長く、移動力を奪うため、後続の糸や、他の敵の攻撃まで受けることになる。高難度における密着状態からの攻撃は、かなり体力を強化していてもほぼ即死級のダメージを受けてしまう。また、この糸は巨大甲殻虫の酸とは異なりオブジェクトを貫通してくるため、遮蔽物は防壁として機能しない。そのためたとえ1匹であっても油断は禁物。高難度になると本体の跳躍力も伸びるため、特に耐久力が低く機動力を生命線としているペイルウイングにとっては天敵である。
バゥ・ロード
バゥより巨大なハエトリグモ。動きこそ鈍重だが、クイーン同様に耐久力が非常に高く、一定のダメージを与えないと怯まないため足止めが困難になっている。また、射出する糸も非常に射程が伸びているため、距離をとっていても油断は禁物。姿が霞んで見えるほどの遠距離からでもこちらに届いてしまう。ただし、相対的に糸同士の間隔が広くなっているため、バゥのように糸が大量に絡みつき即死級のダメージを受けてしまうという危険性は無くなっている。
龍虫「ドラゴン・ワーム」
『2』より出現する、ムカデに酷似した巨大生物。先頭のその姿はゴキブリに酷似している。辺りを徘徊しながら、体節ごとの突起から定期的に射程無制限の体液を迫撃砲のように射出して攻撃してくる。本体は数匹の体節が繋がる形で構成されており、一定のダメージを与えることで被弾部から分裂し、更に独立して移動・攻撃をしてくる。なお、単体まで分裂しきったものは移動速度が増加するほか、辺りを徘徊せずに直接主人公に向かって攻撃してくるようになる。
百脚龍虫「ドラゴン・センチピード」
『2』より出現する、前述のドラゴン・ワームが数十匹繋がる形で構成された超巨大生物。地中深くで眠りについていた、巨大生物の最終形態とされる。物理的に体節が増えている分そのスコールのごとき体液の猛攻は凄まじく、遮蔽物を有効活用しなければ攻撃の回避が非常に困難な難敵となっている。

#### UFO
ファイター
非常にオーソドックスなアダムスキー型のUFO。インベーダーの主力航空戦力とも言える存在で、最も多くのミッションに登場する。カラーリングは紫色が基調。集団で密集して飛ぶ習性を持つ。直線状に移動・静止を繰り返し、静止状態で下部の砲門から光線を撃って攻撃してくる。
エース・ファイター
ファイターの強化版にあたる赤色のUFO。ファイターを遥かに上回る機動力と耐久力を持ち、攻撃力も大幅に上昇。高難度では手動で追うのも辛い程素早くなる。なお、難易度IMPOSSIBLEでは何故か耐久力がHARDEST並に低下する。
鏡面円盤シールド・ベアラー
『2』より出現。周囲を飛び回りながら鏡のような物理運動反転シールドを開き、こちら側の攻撃を180度反射する（例外として、火炎放射器の炎や重火器の爆風は跳ね返せない）。また、ミサイルが反射された場合は主人公を追尾するようになってしまう。本体中央の重力遮断ドライブ（赤い目のような部分）が弱点。下手に攻撃するとこちら側が自爆してしまうため、弱点を正確に狙う必要がある。シールド・ベアラー自体は攻撃手段を持たないため、こちらから攻撃しなければ害を受けることは無い。しかし、往々にして飛行甲殻虫やファイターなどと同時に出現するため厄介な敵である。
キャリアー
巨大生物を次々と投下する大型機。平たく言えば航空母艦。それ自体は戦闘力を持たないが、上空に位置しているため攻撃できる武器が限られてしまう。また、撃墜しない限り延々と巨大生物を投下し続けるため放置しておくと厄介だが、逆にその性質を利用して半永久的なアイテム稼ぎを行うことも可能。また難易度IMPOSSIBLEを除き、撃墜されると確実にアイテムを3個落とすようになっている。
マザーシップ
超巨大母船で、『1』における最終ボス。表面の硬い装甲はこちらの攻撃を一切受け付けない。武装は下部に搭載された高威力かつ広範囲を爆破する棒状砲台「ジェノサイド・キャノン」8基と全方位にビームを発射する浮遊砲台「スペースリング」1基、そして上記2種の砲台を全て破壊、または本体に一定のダメージを与えることで本体側面に搭載されている非常用ビーム砲塔16基（破壊不可）が起動し、視界が悪くなるほどの凄まじい弾幕攻撃を仕掛けてくる。また、中央部のハッチからは定期的にファイターを射出してくるが、同時にそこが唯一の弱点でもある。
新型円盤インペリアル・ガード
『2』より出現する横長のピンク色のUFO。通称「近衛」。後半ミッションからファイターと入れ替わる形で主力航空戦力として頻繁に登場する。収容時は翼をたたんでいる。ゆらゆらと不規則に漂うような動きが特徴。ファイターとは対照的に、集団でも密集せずに散開して飛ぶ傾向にある。本体中央の目のような部分から、帯状に光線を連射して攻撃する。
インペリアル・ボマー
『2』より出現する、インペリアル・ガードの色違いで黒と黄土色を基調とした爆撃機。通称「空爆」。両翼のハッチからプラズマ弾を投下して攻撃するほか、高難度では陸戦兵のエアバイクの最高速度を上回るスピードを持つ。
メガ・ボマー「ドレッド・ノート」
『2』より出現する、ボマーをそのまま巨大化したような外見を持つ、黒と青色を基調とした大型爆撃機。通称「超爆」。両翼のハッチからボマーより更に大量のプラズマ弾を連続で投下してくる。しかし機動力は鈍く、ペイルウイングにとっては乗り物としても利用できる。
浮遊都市アダン
『2』に出現するインベーダーの母船にあたり、同作における最終ボス。通称「皇帝」。マザーシップをはるかに凌ぐ、超巨大円盤である。形状は映画『インデペンデンス・デイ』に登場する母艦に似ており、円盤というよりも宇宙都市そのものと言っていい大きさでステージ上空を覆う。
直接対決するのは最終ミッションのみだが、後半のほとんどのミッションからはステージ上空に度々発生するブラックホール状の空間の歪みから体積を一気に膨張させるようにして出現し、ミッションによってはこちらに向けての集中砲火やインペリアル・ガードやボマー、ギリオ等の射出を行ってくる。その後しばらくすると空間に吸い込まれるように去っていく。また、最初から顔見せ程度に出現するだけで、何もせずに去っていくこともある。
本体は外周・内周・中央の3段階に大きく分かれており、中央と内周にはそれぞれこちらの攻撃を一切遮断する電磁防壁「バリアウォール」に覆われている。バリアウォールを解除させるためにはそれを発生させている装置を全て破壊しなければならないが、発生装置の破壊ばかりに集中していると周囲に搭載されている大量の砲台による猛攻を受けてしまうため、火力を奪うためにも適度に砲台も破壊していかなければならず、最深部である本体中央への攻撃は一筋縄ではいかない。
武装は下部に搭載されている長射程の緑色レーザー砲台・中射程の青色レーザー砲台・短射程の赤色拡散レーザー砲台・プラズマ砲台を数百〜数千門、24基のジェノサイド・キャノン（外周部に16、内周部に8）、6基のバリアウォール発生装置（外周部に4、内周部に2）で防御を固めているほか、内周部に進入すると円盤発進口8基が起動し、定期的にインペリアル・ガードを射出してくるようになる。そして最深部である本体中央にまで到達すると走行中のエアバイクをも捕らえてしまうほどの驚異の命中精度を誇る誘導レーザー砲台6基が起動、それらの中心に存在する蕾状のハッチからは再びインペリアル・ガードを射出してくるようになるが、マザーシップ同様にそこが唯一の弱点でもある。

#### ロボット兵器
ダロガ、ディロイは難易度IMPOSSIBLEを除き、撃破されると確実にアイテムを3個落とすようになっている。
多脚歩行戦車ダロガ
ファイターに棒状の脚を生やしたような外見を持つ、インベーダーの陸戦兵器。高い耐久力を誇り、本体上部の触角状のアンテナからエネルギー弾を連射するほか、下部の機銃による掃射が非常に強力で、低難度ではばら撒くように発射するだけだが、高難度では主人公を正確に狙って発射されるようになるため、近距離で撃たれると対処が非常に困難。
移動速度自体は徒歩でも距離を取れるほど非常に遅い上、極端な段差は昇れないことが欠点だが、主人公がダロガの身長よりも高い段差の上にいる場合、本体上部から上空に向けて発射された後、高高度からこちらを追尾する強力なミサイル攻撃を使用してくるため油断は禁物。
宇宙ロボット・ディロイ
『2』より出現。新型円盤に麺状の脚を生やしたような外見を持つ、黄土色と銀色を基調とした陸戦兵器。待機時は脚をアーチ状に曲げた状態で本体を地面に接地させている。クネクネした動きが特徴で、それ故に遠距離からの狙撃は困難。ダロガ以上の耐久力・歩行能力を持ち、どんな悪路でも踏破可能。ミッションによっては単独で大気圏に突入し、上空から隕石のように降下してくることもある。極端に脚の長い・逆に短いタイプなど、カスタムモデルも登場する。
武装は遠距離では本体中央から定期的に発射される射程無制限のプラズマ弾、近～中距離では両翼のハッチからのレーザー照射・鋭い足を活かした突き刺し攻撃。特にレーザー照射は非常に強力で、低難度ではこちらを薙ぎ払うように発射するだけだが、高難度では恐ろしい精度で狙ってくるようになる。その戦闘力の高さから、インベーダー屈指の強敵とされる。
ローラーロボット・ギリオ
『2』より出現するダンゴムシに似た形状の赤いロボット兵器。攻撃時は体を球状に丸め、猛スピードで転がりながら突進を仕掛けてくる。また他の敵とは異なり本体には常に攻撃判定が発生しているため、静止中または低速移動中のギリオに接触している間は微小なダメージを連続で受け続けてしまう。また、撃破時には爆発して周囲を攻撃する（オブジェクトも倒壊させる）ため、近距離で撃破する際は注意が必要。
ローラーロボット・ギリオラ
ギリオの色違いの黄土色のロボット兵器。ギリオより更に耐久力が強化されている。PS2版ではゲーム中わずか1ミッションしか登場しないという存在だが、「PORTABLE」以降では登場するミッションが追加されている。なお、難易度IMPOSSIBLEでは何故か耐久力がHARDEST並に低下する。

#### 宇宙生物
いずれも難易度IMPOSSIBLEを除き、撃破されると確実にアイテムを3個落とすようになっている。
宇宙生物ソラス
巨大な宇宙怪獣。非常に高い耐久力を誇り、一定のダメージを与えないと怯まない。攻撃方法は突進と口からの火炎放射。火炎放射は攻撃範囲が非常に広く、触れている間は身動きが取れなくなる上に常にダメージを受け続ける。
しかしソラスの動き自体は鈍重で小回りが利かない。『2』ではレイピアで瞬殺が可能。
ソラス・サイボーグ体
サイボーグ強化されたソラス。戦闘能力は大きく上昇しており、火炎放射がエネルギー弾に強化された他、新たな武装として背部から発射される誘導ミサイルや、死角であった近距離に対しても大量の時限式グレネードを射出してくるようになっている。
ミニソラス
『2』より出現する、小型のソラス。体長は10mほど。隊長曰く「ソラスの幼生体」。そのためか通常のソラスに比べ攻撃力・耐久力共に大幅に弱体化しており、火炎放射の射程も非常に短い。
ソラス・キング
『2』より出現。ソラスの完全成長体。一画面内に全身を収めようとすると姿が霞んでしまうほどの巨体、そしてインベーダーの中で随一の耐久力を誇る。攻撃方法は通常のソラスと同じく火炎放射と突進のみだが、火炎放射の威力が大幅に上昇、攻撃範囲も圧倒的に広くなっており、回避は非常に困難。巨体故に歩幅も非常に大きく、相対的に移動速度が速いため、足元に潜り込んだとしても突進によりあっという間に距離を離されてしまう。また、歩くだけで多数のビルを倒壊させる。

### その他
インセクト・ヒル
『2』より出現する、飛行甲殻虫が湧き出す塔のような形をしている超巨大な蟻塚。一部ミッションを除き、キャリアー同様に破壊しない限り延々と湧き出てくる。
インセクト・ネスト
『2』より出現する、巨大甲殻虫や赤色甲殻虫、バゥ等が湧き出てくる巨大生物の巣。地面から出ている。キャリアーやインセクト・ヒル同様、破壊しない限り延々と巨大生物が湧き出てくる。
卵
『2』より出現する、巨大甲殻虫の卵。ゲーム中1ミッションにのみ登場する。それ自体は移動せず攻撃手段も持たないが、主人公の攻撃が1発でも命中するとそこから時間差で巨大甲殻虫が孵化する。なお、その際に卵は消滅する。
一般市民
インベーダーに襲われて悲鳴を上げながら逃げ惑う人々。インベーダーの攻撃や主人公の攻撃を受けても転ぶだけですぐに起き上がり逃走を続ける。
敵は市民も攻撃対象にするため、敵の注意を引き付ける囮として利用することが可能。一定時間が経過すると消滅する。

## 武器
インベーダーとの戦闘のために開発された多種多様な武器。武器は2種類まで装備可能で、同名の武器を2つ装備することも可能。武器の切り替えはダウン・乗車・緊急回避時を除き、いつでも瞬時に可能である。
ロケットランチャーやミサイル、グレネード等の重火器の爆風は接触するとこちらもダメージを受けてしまうため、近距離での使用時は誤爆に注意する必要がある。
武器ごとにそれぞれの性能を重視したシリーズに分かれているが、一部にはシリーズの存在しない単独モデルも登場する。

### 陸戦兵
主に実弾兵器。全体的に命中精度が高く、重火器による掃討能力に優れるため遠距離戦を得意とする。
これらは一部を除き、規定の装弾数を撃ち尽くすと自動でリロード（再装填）状態となる。リロード中はその武器を使用することができず無防備な状態となるが、リロードが完了すれば装弾数が全回復するため、実質無制限に使用可能。
リロードは現在装備している武器のみが行われ、装備していない状態の武器はリロードが停止した状態になる。また、乗車中・ダウン中は装備中の武器もリロードが停止してしまう。
アサルトライフル
主に100発を超える装弾数と高い連射速度を持ち、短時間で安定して敵にダメージを蓄積させることができる。中距離戦で威力を発揮し、比較的リロード時間も短いため長期戦においても有効。
地上戦を得意とする反面、短時間でも目標に弾を当て続ける必要があるため、特に高難度における対空戦では敵が素早くなるため命中させにくく効果が薄い。
シリーズは「AS」のみ。バランスの取れたスタンダードモデルに加え、装弾数と連射力を犠牲に単発威力と射程を重視したDモデル・威力を犠牲に更に連射力を重視したRモデル・連射力を極限まで高めたRRモデル等も登場する。
スナイパーライフル
全シリーズ共通でズーム機能を搭載している。射程・弾速・単発威力・命中精度に優れ、遠距離からの狙撃による対空戦や超巨大生物・歩行戦車戦、キャリアーの破壊等の目的に対して非常に有効。
しかし一部を除き他の武器に比べて連射が利かず、装弾数も多くないため大群相手の近距離戦では手数が足りず不利といえる。
以下の4シリーズ。
SNR
標準的な性能のシリーズ。ある程度の速射性を持つ。標準モデルに加え、威力を抑えて連射性能を重視したRモデル・単発リロード式だが命中精度と単発威力を重視したDモデルも登場。
ライサンダー
破壊力を重視したシリーズ。絶大な威力を誇り、弾速・命中精度も極めて高い。しかし次弾を手動で装填するため、他のシリーズ以上に連射が利かないのが唯一の欠点。
ファイブスター
連装シリーズ。5発の弾をショットガンのように同時に発射する。ある程度の速射性を持ち、リロード時間も短い。
ただし射程が長くない上、散弾ゆえに極端な遠距離戦では弾が大きく拡散してしまうためカス当たりになりやすいのが欠点。特定の条件を満たすことで射程を大幅に改善し、特殊弾頭を搭載したBモデルも登場する。
ハーキュリー
『2』より登場。シリーズは存在しない。高威力かつ速射性に優れるほか、ライサンダーと同等の弾速と命中精度を誇る。比較的装弾数も多く、前述の性能も相俟って近距離戦にも対応できるため、非常に高い汎用性を誇る。

ショットガン
複数の弾を同時に発射する。弾が拡散するため攻撃範囲が広く目標に命中させやすい。また、一撃で瞬間的に纏まったダメージを与えられるため近距離戦で最大の威力を発揮する。
その性質から地上戦と対空戦の両方をこなせる汎用性の高さが売りだが、全体的に射程が短くリロード時間の長いものが多いことから遠距離戦・長期戦には向かないため、使用する際は無駄撃ちをせずに撃つタイミングを見極め、目標に確実に命中させる必要がある。
巨大生物やUFO系統に対しては非常に有効だが、接近する必要があるため超巨大生物や歩行戦車などの耐久力・戦闘能力の高い敵に対してはリスクが大きい。
以下の3シリーズ。
SG
標準的な性能のシリーズ。高い単発威力と適度な速射性を持つ。『2』では攻撃範囲を垂直方向に集中させたVモデルも登場。ポンプアクション式。
ガバナー
散弾数と拡散性を重視したシリーズ。より広範囲に攻撃できる。また、至近距離からの射撃による全弾命中時の破壊力は凄まじく、他のシリーズを遥かに上回る。
スパローショット
連射性能を重視したシリーズ。他のシリーズに比べて一撃あたりの威力は低め。ガス・オペレーション式。
ロケットランチャー
着弾時の爆発による範囲攻撃で、複数の敵を巻き込んでダメージを与えることができる。射程も非常に長いため狙撃に利用することも可能。一部を除き、全体的にリロード時間が短い。
以下の3シリーズ。
ゴリアス
汎用シリーズ。標準モデルに加え、連射重視のRモデル・威力重視のDモデル・単発リロード式で、ズーム機能を搭載した狙撃性能重視のSモデル等のカスタムモデルも登場する。
ボルケーノ
連装シリーズ。弾速の遅いロケット弾を複数同時に発射する。円状に発射するAモデルと、『2』では新たに水平に発射するWモデルの2種類が登場。
ゴリアス以上に広範囲を攻撃可能だが、終盤のモデルは発射数が多い関係上連発すると非常に視界が悪くなるほか、市街地マップにおいては短時間で特に大量のオブジェクトを倒壊させるため、処理落ちの原因になり得る。
ジェノサイド砲
特定の条件を満たすことで入手可能。シリーズは存在しない。徐々に加速する弾速の遅いエネルギー弾を発射する、陸戦兵唯一のエネルギー兵器。単発式で、リロード時間が異常に長い。
全武器中最大規模の爆破範囲を誇り、あらゆる敵を一撃で撃破する桁違いの威力を誇る（ただし例外として、マザーシップのハッチには何故か効果がない）。なお、従来のシリーズとは砲の形状が異なり、独自の大掛かりなデザインとなっている。

ミサイル
自身に最も距離の近い敵を追尾する。ロケットランチャー同様、着弾時の爆風による範囲攻撃が可能だが、前述の性質上、至近距離の目標への追尾による誤爆には注意する必要がある。単発リロード式のシリーズが大半を占める。
以下の6シリーズ。
スカイタートル
非常に遅い弾速が特徴的なシリーズ。威力と爆破範囲を重視した大型ミサイルを発射する。単発式で、リロード時間が非常に長い。
エメロード
汎用シリーズ。適度な速射性を持ち、比較的リロード時間も短い。しかし高難度においては若干火力不足になる。
ML-R
連射性能を重視したシリーズ。装弾数が多く弾速も速いが、単発威力・爆破範囲は小さい。
プロミネンス
威力と爆破範囲を重視したシリーズ。単発リロード式。ミサイルは発射後一定時間直進し、その後敵を追尾する。その性質上障害物越しの攻撃が可能。着弾地点確認用にズーム機能を搭載している。
ソルリング
連装シリーズ。円状に20発もの小型ミサイルを同時に発射する。他のシリーズに比べて射程が短い。単発リロード式で1発あたりの威力こそ低いものの、誘導性能は非常に高い。
ルシフェルS
特定の条件を満たすことで入手可能。シリーズは存在しない。ミサイルは発射後一定時間上空へ向かい、その後特異な軌道で計32発の小型ミサイルに分裂、一斉に最寄の敵へと降り注ぐ。着弾地点確認用にズーム機能を搭載。単発式で、リロード時間が異常に長い。

グレネード
放物線状の軌道で飛ぶため、障害物越しの攻撃が可能。その性質上敵集団の中心にピンポイントで爆撃することにより、ロケットランチャー以上の掃討能力が期待できる。時限起爆式と、接触起爆式のAモデルの2種類に大別される。前者は敵の動きを予想しなければならないため使いにくいが、後者よりも威力が高い。
使いこなすためには精密な角度調整を必要とするため、基本的にテクニカル操作向けの武器と言える。
以下の4シリーズ。
HG
ハンドグレネード（手榴弾）。腕力で直接投げつけて使用する。リロード不要で使用可能という利点を持つ（ただし1発毎の投擲間隔が長いため、連発できるわけではない）。後述のランチャーに比べて飛距離は短いものの威力が高く、爆破範囲も広い。
グレネードの飛距離は投擲時の移動ベクトルに影響されるため、前方に移動しながらジャンプ上昇中にやや上向きに投げることで、より遠くへ飛ばすことが可能。
UM
汎用グレネードランチャー。単発リロード式のモデルは砲の形状が異なる。全体的にロケットランチャーに比べて高威力・広爆破範囲だが、リロード時間は長め。また、意外にも非常に長射程で命中精度も高い。
スプラッシュグレネード
特殊グレネードランチャー。オブジェクトに接触すると不規則に跳ね回るグレネードを大量に射出する。全モデル共通で単発リロード・時限起爆式。
サッカーグレネード
特殊グレネードランチャー。オブジェクトに接触するとその場に吸着するグレネードを大量に射出する。この他、射出されるグレネードは1発のみだが、単発威力と爆破範囲を大幅に強化したDモデルも登場する。全モデル共通で単発リロード・時限起爆式。

特殊兵器
上記に該当しない特殊な性能の武器。状況次第で非常に強力なものから、まるで役に立たないものまで様々。
以下の4シリーズ。
バウンドガン
オブジェクトに接触すると反射する特殊弾頭を標準搭載したアサルトライフル。その性質上狭い空間においては弾が反射し続けるため、連射することで凄まじい弾幕を形成することが可能だが、自身も被弾する危険性が増える。
標準モデルに加え、拡散性を重視したSモデル・低速弾頭を搭載した08モデルも登場。『1』では使い道を見い出せる場面がほとんど無かったが、『2』では洞窟マップの登場によりその真価を発揮。非常に強力な武器となった。
火炎放射器
炎を連続で発射する。攻撃範囲が広く敵を貫通するため、後方の敵も巻き込むことができる。また、炎は接触面に沿って進む性質を持つ。全体的にリロード時間が長い。
『1』では武器選択画面で表記されていた威力に比べ、実際の威力が明らかに低かったためネタ武器扱いであったが、『2』では純粋な威力の上昇と洞窟マップの登場により実用性が増し、バウンドガン同様に大幅に使い勝手が向上した。また、同作では命中精度と装弾数を高めた新型モデル「火炎砲」も登場する。
火炎放射器は攻撃範囲が広い反面持久力に欠け、火炎砲は持久力に長ける反面攻撃範囲が狭いため、要所でそれぞれを上手く使い分ける必要がある。
リペアースプレー
特殊な霧を吹き付け、パートナーや乗り物の耐久力を回復させる。原理は不明。ただし、使用者自身の回復はできず、リロード時間も長い。
『2』ではズーム機能を搭載した長射程の変種モデル「リペアー・スナイパー」や、市販の殺虫剤を改造した「殺虫スプレーEX」も登場。
かんしゃく玉
正式名称「スプレッド・グレネード」。花火の一種であるかんしゃく玉を戦闘用に改造。大量の小型グレネードをばら撒くように投げつけて使用する。
1発辺りの威力・爆破範囲は小さいものの、纏めて命中させると相当な威力を発揮する。HG同様、リロード不要で使用可能。

乗り物
陸戦兵はステージに配置された乗り物を利用することができる。配色は全機共通で青色を基調としている。基本的に1人乗りであるが、協力プレイ時はパートナーを車体に物理的に乗せることにより、実質2人乗りをすることも可能。これにより前者は運転に集中し、後者は手持ちの武器で攻撃に徹するなど、協力プレイ時における戦略の幅を広げる重要な要素ともいえる。
乗車中陸戦兵はダメージを受けず、代わりに乗り物が受ける。いずれも耐久力が設定されており、それ以上のダメージを受けると大破して使用不能になってしまう。なお、ダメージは敵からの攻撃のみならず、主人公の武器による攻撃でも受けてしまう。
それぞれの攻撃力と耐久力は難易度が高くなるにつれて増加する。対戦モードでは任意で乗り物のレベル設定が可能で、レベルに比例して攻撃力と耐久力が変動する。なお、操作方法はノーマル・テクニカルともに共通である。
戦闘車両「E551ギガンテス」
EDFが開発した最新式の戦車。複合装甲「リアクティブ・アーマー」により高い耐久力を誇る。樹木やガードレール、電柱等の小さな障害物ならば薙ぎ倒して進むことが可能。しかし瓦礫などの大きな段差に乗り上げるとすぐにひっくり返り、走行不能になってしまうという欠点もある。
武装は主砲である120mm曲射砲のみ。
最新鋭戦闘ヘリコプター「EF24バゼラード」
EDFが開発した高性能攻撃ヘリ。武装は30mmUT機関砲2門。乗り物の中でも特に操作が複雑で、更に飛行中は慣性と重力がかかるため乗りこなすには慣れが必要。また、ある一定以上の速度でオブジェクトに衝突するとダメージを受けてしまうほか、離陸までにローターの回転に長い時間を要するため、高難度では敵の猛攻によって離陸前に大破してしまうことが多い。
エアバイク「SDL2」
ホバー式の走行バイク。武装は7.6mm機銃2門。ホバー式であるため、どんな悪路でも走破可能（水中も可）。ただし耐久力が低く、オブジェクトに衝突するだけでダメージを受けるほか、車線も大きく反れてしまうため運転には慣れが必要。またバックができないため、後退する際は旋回する必要がある。
しかし敵から逃げる際は高難度でもUFO系統しか追いつけないほどの速度で振り切ることができるため、乗り物の中では最も重要な存在。なお、走行中に十字キー（左スティック）を下に入力することにより、急ブレーキをかけることができる。

### ペイルウイング
陸戦兵の武器とは異なり、主にエネルギー兵器。全体的に命中率は重視されておらず、広範囲への攻撃を目的としているものが多い。主に近〜中距離戦は火力が非常に高く得意とする反面、遠距離戦は火力やエネルギー効率に乏しい傾向にあり、苦手とされる。
装弾数が設定されている武器は最後の1発を撃った時点でユニットのエネルギーを自動でチャージ（消費）するため、それまでは残弾の許す限り武器のエネルギーを消費せずに緊急チャージ中でも使用可能。
逆に装弾数が設定されていない、もしくは1発のみの単発チャージ式の武器は撃つ度にユニットから直接エネルギーを消費（=実質的な残弾はユニットのエネルギー残量に依存）するため、緊急チャージ中は最大でも1発分しか使用できないというデメリットがある。
陸戦兵のリロードとは対照的に、チャージ時は両方の武器を同時にチャージ可能である。ただし、その場合は結果的にユニットに対して武器2つ分の消費エネルギーが上乗せされることになるため、残りエネルギーが少ない状態では緊急チャージを誘発しやすく危険が伴う。
ダウン中でも基本的にチャージが停止することは無いが、緊急チャージ中は例外であり、緊急チャージが完了するまで両方の武器のチャージが停止してしまう。
近距離兵器
射程が極端に短い反面、非常に高い攻撃力を誇る。必然的に敵に接近する必要があるため、非常にハイリスク・ハイリターンな戦闘を強いられる。
武器解説によると、「ペイルウイングの飛行ユニットはこの近距離兵器のためだけに開発されたといっても良い」との記述がある。また、これらの武器で飛行ユニットを用いて敵に急接近する突撃戦法は「チャージ」と呼ばれている。
以下の2シリーズ。
レイピア
正式名称「ゼロレンジ・プラズマアーク銃」。前大戦後に開発された超兵器。前方に複数のプラズマアークの刃を線香花火の如く照射することで敵を切り刻む。全体的に装弾数が多く、比較的チャージ時間が短い上に燃費も良い。
広範囲に照射する通常型と、出力を正面に集中させて破壊力を高めたスラスト型に大別されるほか、威力と燃費を犠牲に射程と装弾数を倍以上に増加させた特殊モデル「プラズマ・ウィップ」も登場する。
極めて高い連射速度と、それによって叩き出される凄まじい瞬間火力が最大の特徴。巨大生物の大群相手には無類の強さを誇り、それなりのリスクは伴うがクイーンやダロガ、エース・ファイター、果てはソラスをも秒殺することが可能。
レーザーランス
正式名称「ショートレンジ集束レーザー砲」。前方に高出力レーザーを発射する。対陸戦兵器用として、その装甲を貫くために開発された。
レイピアとは対照的に単発威力と命中精度に優れている。全体的に燃費も良く、レイピアに比べて僅かながら射程も長い。通常型の他に攻撃範囲を重視した連装型や、より威力を重視した単発チャージ型も登場する。
機動力の高いUFO系統や耐久力の高い歩行戦車・超巨大生物に対しては一撃で大ダメージを狙えるため非常に有効。
しかし巨大生物に対しては1発あたりの威力がオーバーパワーになりがちな上、レーザーランス自体の装弾数も多くないことから大群掃討には向かないため分が悪い。

中距離兵器：レーザー
レーザーを発射し、目標に照射し続けることでダメージを蓄積させる。射程・威力共に他の武器に比べ中途半端ではあるものの、主に1000発を超える多大な装弾数と最高の連射速度を持ち、一部を除き命中精度と燃費も非常に優秀。
以下の4シリーズ。
LAZR
汎用シリーズ。正面にピンポイントで照射する。各モデル毎に射程・装弾数にばらつきがある。
LARG
LAZRの連装モデル。広範囲への攻撃が可能。しかし正面以外の方向にも発射されることから市民への誤射を懸念する声が多く、この武器の存在は疑問視されているようである。
レーザー・チェーンソー
特定の条件を満たすことで入手可能な特殊モデル。シリーズは存在しない。垂直に2本のレーザーを発射する。
命中精度が低く設定されているため、レーザーは縦軸を広範囲にわたって薙ぎ払うように照射される。その性質上、地上と空中の敵を同時に攻撃可能。
サイクロン・レーザー
特定の条件を満たすことで入手可能な特殊モデル。シリーズは存在しない。自身を中心に、8本のレーザーを均等間隔で放射状に発射する。他のシリーズに比べ、消費エネルギーが異常に激しい。

中距離兵器：雷撃
連鎖雷撃銃（チェイン・ライトニングガン）。高圧の雷を発射する。雷はオブジェクトや敵に接触すると反射する性質を持つため上手く命中させれば連続ヒットとなり、実際の攻撃力以上にダメージを与えることも可能。特に洞窟マップでは非常に強力。
しかしその性質上、自身も被弾してしまう危険性を持ち合わせているため、近距離で使用する際は注意が必要。全体的に消費エネルギーは多め。
以下の4シリーズ。
イズナ
連射性能を重視したシリーズ。雷撃兵器の中では命中精度が高めで、最も雷の反射が強い。
イズナシリーズは日本のラボで開発され、開発者である飯綱博士の名を取って命名された。
エクレール
フランス製の特殊な雷撃銃。攻撃範囲を重視したシリーズで、複数の雷を広範囲に同時発射する。
雷撃兵器の中で唯一の単発チャージ式であり、比較的少ない消費エネルギーで使用可能。
サンダーボウ
連装シリーズ。ショットガンのように複数の雷を同時に発射する。雷は発射後、接触面に沿って進んでいく。
サンダーボウシリーズは、日本のラボで雷撃兵器分野の第一人者である結城博士によって開発された。余談だが武器解説によると、結城博士はこのシリーズの最終モデルを開発後、消息不明となった模様。
グローム
ロシア製の雷撃銃。単発威力を重視しており適度な速射性も有するが、比較的チャージ時間が長い。
なお、このシリーズの初期モデルは命中精度が全武器中最低であり、目標に密着しない限り狙って命中させることはほぼ不可能である。

中距離兵器：粒子砲
粒子ビームを連射する、いわばペイルウイングのアサルトライフル。中距離兵器の中では比較的長射程だが、弾速は遅め。ビームは慣性の影響を大きく受けるため、特に空中では命中精度が悪くなり、狙いが大きく反れてしまう。その性質上使用する際は専ら地上戦を強いられることになる。
武器解説によると、中盤までは飛行ユニットを駆使した近距離戦を主体とするペイルウイングにはそぐわない武器として、EDFからの評価は低く量産はされていなかったが、終盤では近距離兵器を装備して敵に向かった隊員の生還率が低かったことにより、急遽粒子砲の存在価値が見直されたという設定がある。
全シリーズ共通で装弾数が設定されておらず、ユニットのエネルギーを直接消費して使用する。そのため緊急チャージ中は使用不能になってしまう。
以下の3シリーズ。
イクシオン
汎用シリーズ。比較的消費エネルギーが少ない。単装モデルと、威力を分散して複数の弾を水平に同時発射する連装モデルに大別される。特に後者の最終モデルは圧倒的な攻撃範囲を誇る。
ダイナスト
拡散性を重視した粒子ガトリングガン。複数の小型粒子ビームを円状に同時発射する。瞬間的な火力はイクシオンを凌ぐが、消費エネルギーが多いため持久力に欠ける。
パルサーショット
EMP（電磁パルス）兵器。機械に作用し、着弾時に発生する電磁パルスによって目標を内部から破壊する。しかし生物には効果が無いため全くダメージを与えることができず、使い所が限られる。

狙撃兵器
全シリーズ共通でズーム機能を搭載している。全体的に癖が強く、使いこなすには慣れが必要。
粒子砲同様、いずれも装弾数が設定されておらず、ユニットのエネルギーを直接消費して使用する。
以下の4シリーズ。
サンダースナイパー
狙撃用雷撃兵器。高圧の雷を複数同時に発射する。直線状に飛ばないため狙撃兵器としては全体的に命中精度が悪く、狙っても外れることが多い。しかし攻撃範囲が広く、雷撃兵器の性質上反射による連続ヒットが期待できるため、誤爆にさえ注意すれば洞窟マップ等の狭い空間においても非常に強力。
汎用の連装モデルに加え、反射せずに接触面に沿って進む性質の雷を発射する特殊モデルや、単装で連射性能を重視したRモデルも登場。
LRSL
狙撃用ロングレンジ・レーザー。最高の連射速度を持ち、全体的に命中精度・燃費も良い。目標に照射し続けることでダメージを蓄積させるが、単発威力が非常に低いため緊急チャージ中は完全に無力といえる。狙撃兵器の中でも特に使い所が限られるシリーズ。
MONSTER
破壊力を重視したシリーズ。絶大な単発威力を誇る超高出力レーザー。比較的長射程で命中精度にも優れ、連射速度も極めて高い。しかしレーザー1発あたりの消費エネルギーが激しいため、実際は最大でも数発しか連射することができない。
ペイルウイングの武器の中でも遠距離の敵に対して瞬間的に大ダメージを与えることができる数少ない武器の1つだが、一度連射すれば瞬時にエネルギーを使い果たして緊急チャージに移行することになるため、非常にハイリスクな武器である。
ライジン
サンダースナイパーの変種モデル。シリーズは存在しない。高威力・高精度・長射程の雷を1発発射する。狙撃兵器の中では随一のズーム倍率を誇るが、消費エネルギーが非常に激しく連射速度も低い。

範囲攻撃兵器
着弾時の爆発による範囲攻撃が可能。以下の2シリーズに大別される。
プラズマ・ランチャー
ランチャータイプ。発射後は主に緩やかな放物線を描いて飛んでいく。各モデルごとに弾速や射程にばらつきがある。標準モデルのE型・爆破範囲重視のD型・連装モデルのM型・高出力のブラスト型・その他特殊モデル等、非常に多くの種類が登場する。
装弾数は設定されていないため、ユニットのエネルギーを直接消費して使用する。全体的に適度な速射性を持つが、1発あたりの消費エネルギーが多い。
プラズマ・グレネード
手榴弾タイプ。腕力で直接投げつけて使用する。いずれも接触起爆式。放物線を描いて飛び、グレネードの飛距離は投擲時の移動ベクトルに影響されるため、前方飛行中にやや上向きに投げることで、より遠くへ飛ばすことが可能。なお、各モデルごとにグレネードの軌道は大きく異なる。
エネルギーユニットが独立しているため、エネルギーを消費せずに使用可能。その性質上緊急チャージ中でもチャージが行われるという利点を持つが、全体的にチャージ時間自体は短くない。
また変種として、かんしゃく玉タイプの新型モデル「ワイド・グレネード」も登場。こちらは慣性と移動ベクトルの影響をより強く受けるため、地上で投げれば低速で拡散して飛び、飛行中に投げれば高速でほぼ一塊になって飛んでいく。チャージ時間は非常に長いが、総合的な破壊力はプラズマ・グレネードを遥かに上回る。
誘導兵器
思念の力で制御され、自身に最も距離の近い敵を追尾する。原理は不明。いずれも一定距離直進した後に誘導を開始し、着弾時には爆発するが、建物を爆破可能なのは一部のシリーズのみ。連射式と単発式に大別される。なお、装弾数の概念は無い。
以下の5シリーズ。
ミラージュ
汎用シリーズ。針のような光線を主に複数同時に、水平または垂直方向へ扇状に発射する。全体的に単発威力は低いが、消費エネルギーが少なく連射が利き、誘導性能も高め。ただし、垂直方向へ発射されるモデルは射線がデフォルトで下部へ向けられているため、誤爆に注意する必要がある。
ガイスト
遅い弾速が特徴のシリーズ。着弾時の爆風で建物を破壊可能。爆風で威力・燃費・速射性・爆破範囲・誘導性能に優れるものの、如何せん低速であるため命中させにくいことが最大の欠点。また、射程も短い。後半のモデルは3連装となり扇状に発射されるが、前述の通り着弾までに時間が掛かるため、周囲のオブジェクトへの思わぬ着弾や着弾する前に標的が自分に近づいて来る事による誤爆など、予期しない誤爆には注意を要する。
サイ・ブレード
威力と爆破範囲を重視したシリーズ。巨大な光のブレードを発射する。ブレードは長時間直進し、その後敵を追尾する。着弾時の爆風で建物を破壊可能。性能は陸戦兵のプロミネンスに近い。
消費エネルギーは比較的多いが非常に長射程で、誘導性能も極めて高い。
フェンリル
ミラージュの派生シリーズ。ミラージュに比べて燃費・射程・速射性に優れるが、誘導性能は補助程度のもので、ライフルのように狙いをつけて使用する。
ゴースト・チェイサー
変種モデル。シリーズは存在しない。円状に30発もの光線を同時に発射する。
弾速が非常に速く全弾命中時の威力も高いが、発射時の軌道の関係上、地上で発射するとほぼ確実に自爆してしまう危険性がある。また、消費エネルギーも多いため燃費が悪い。

支援兵器
前大戦後に開発された超兵器。存在自体が重要機密とされており、動作原理は謎に包まれている。そのためか他の武器に比べ、武器解説はいずれも抽象的な内容となっている。クラスター兵器の一種だと推測されているが、魔術だと恐れるものもいるようである。
手榴弾のように腕力で直接投げつけて使用する。投擲後は光球に変化して空中に設置され、それを核に周囲の空間を一定時間攻撃する。光球はそれぞれ規定の発射数を撃ちつくすと消滅する。
チャージ時間が極端に長い上、投擲時に光球がオブジェクトに接触すると不発に終わってしまう。そのため設置する位置とタイミング、そして敵を誘い込む為の戦略を練る必要があるが、最適な使用状況ならばかなりの効果が期待できる。
以下の5シリーズ。
パンドラ
粒子ビームを乱射する。各モデル毎に攻撃方向が異なる。
ヘブンズ・ゲート
真下方向に光線を照射する。初期モデル以外は投擲時に複数に分裂し、攻撃範囲が広くなるため位置取りによっては防護壁として利用することも可能。そのため高空に設置することで飛行甲殻虫や新型円盤への対空攻撃や、面積が大きく耐久力の高いソラスやインセクト・ヒル（ネスト）に対しては火力が集中しやすいため非常に強力。
サンダー・クラスター
下方向に雷を放出する。雷撃兵器と同様に、洞窟マップなどの閉所で使用すれば強力。
サイ・クラスター
広範囲に光線を乱射する。各モデル毎に攻撃方向が異なる。
アルマゲドン・クラスター
特定の条件を満たすことで入手可能。シリーズは存在しない。下方向に5発の光弾が降り注ぎ、着弾するとそれぞれが大規模な爆風を発生させる。あらゆる敵を一撃で撃破する桁違いの威力を誇り、総合的に陸戦兵のジェノサイド砲をも上回る超広範囲攻撃が可能。
従来のシリーズに比べて光球の投擲距離が非常に長いため遠距離で効果を発揮し、上空から爆撃する形になるため障害物を気にせずに使用することができる。しかしその性質上、近距離戦や対空戦・閉所では無力である上、光弾の降り注ぐ方向はランダムなので狙って命中させにくいという欠点もある。
消費エネルギーが桁違いに多い・投擲距離が非常に長い・チャージ時間が若干短い・従来のシリーズに見られた「長時間の連射攻撃」とは対照的に「瞬間的な単発範囲攻撃」である等、支援兵器の中でも特に異質な性能を持つ。

### 武器に関する情報
- 基本的に武器は名前に付く数字が大きいほど、武器選択画面の下方向に位置しているほど強力になる（特殊兵器を除く）。
- 同じ難易度でも終盤のミッションになるにつれて更に敵の攻撃力・耐久力が増加するが、武器アイテム取得時は強力な武器の入手確率も高くなる。逆に言えば、高難度の終盤ミッションで武器アイテムを回収しなければ、最強ランクの武器は入手不可ということになる。

## マップ
主人公がインベーダーと戦闘を繰り広げるステージ。各ミッション毎に天候・BGM・開幕時の初期位置が異なるため、同じマップでも外観の雰囲気は異なる。天候は晴れ・曇り・夕方の3種類（夜・洞窟マップを除く）が存在する。
対戦モードではマップによって1P・2Pそれぞれの初期位置が固定されており、天候・BGMは毎回ランダムで決定される。
市街地1
ほぼ全域にわたり高層ビルが不規則に敷き詰められ、その隙間を縫うように平坦な道路が通るマップ。マップ端には高速道路が横切るほか、中央には京都タワーに酷似した高いタワーが存在する。また、外周は一直線の道路として繋がっている。
高層ビルが乱立している関係上遠距離からの射線が確保し辛く、また似たような景色が続くため敵や自身の位置の把握が困難なことも。建物を爆破すれば見晴らしは良くなるが、その際は地面に瓦礫が残るため、それに足を捕られないように注意する必要がある。
市街地1（夜）
『2』より登場。市街地1の夜バージョン。マップ内の配置に変化はないが、周囲が暗いため敵を視認し辛くなっており、レーダーを注意深く確認しておかないと思わぬ不意打ちを受けてしまうことも。また、ビル窓の明かりも照明として機能するため、あまり爆破しすぎると余計に暗くなってしまう。
市街地2
市街地1と同様に、ほぼ全域にわたり高層ビルが敷き詰められたマップ。市街地1に比べて道幅が広く、道路もそれほど入り組んではいないため若干見晴らしは良い。マップ端と中央には歩道橋が敷かれ、後者の中心には横浜ランドマークタワーに酷似した超高層ビルが存在する。このビルはペイルウイングの飛行ユニットのエネルギーを使い果たしても頂上へ登ることができないほどの高さを誇るが、当然破壊することも可能である。
市街地2（夜）
『2』より登場。市街地2の夜バージョン。特徴は市街地1（夜）と同様。
海岸
海・砂浜・高台で構成されたマップ。全体的に障害物といえるものはあまり存在せず、砂浜と高台の高低差を上手く活用して戦う必要がある。また、海に入っている間は「泳ぎ」状態となり、ジャンプや緊急回避・飛行などの行動が制限されるほか、手榴弾や支援兵器などの投擲武器以外は一切使用不能になってしまう。
廃墟
予めほとんどのビルが破壊された市街地1。最終決戦の雰囲気を演出するためか、特に終盤のミッションでは頻繁に登場する（逆に、序盤はほとんど登場しない）。ビルは数える程しか残っておらず、非常に見晴らしが良い。反面、敵の侵攻を妨害するものがほとんど無く、結果的に接近が早いため迅速な撃破が求められる。また移動中、特に逃げることに夢中になっている際はビルの瓦礫に足を捕られやすい。
山岳地帯
中央付近に巨大な深い谷が跨いでいるのが特徴的なマップ。谷には昇降用の坂と横断用の橋が数箇所に設けられている。谷の上は左右それぞれが広大な草地となっており、奥へ行くほど地面が隆起している。樹木が僅かに立っている以外にこれといった障害物は存在しないが、場所によっては除去不可の背の高い草が生えており、上方を向いた際に視界を遮られやすい。
ロンドン
『2』より登場。倫敦を舞台にしたマップ。マップ中央を非常に広く浅いテムズ川が流れ、左右の平坦な岸には市街地のビルよりも背の低い洋風の建物が並んでおり、林や広場も多いのが特徴。片方の岸には宮殿と時計塔も存在する（当然ながら破壊可能）。川には橋が架けられており、これは爆破しても完全には壊れずに鉄骨が残るため、不安定だがそのまま渡ることが可能。
なお、一見するとマップのかなり奥の方まで多くの建物が存在するため非常に広い印象を受けるが、実際に移動可能な範囲は市街地よりも狭い。
住宅街
『2』より登場。小さな家が並ぶ民家やマンション・オフィスなどと思われる大きな建物、建設中の高層ビルとクレーン、ガスタンク地帯、大きく浅い池のある自然公園、アーケード、外周には平坦で広大な林など、バラエティに富んだ様々な障害物が存在するマップ。
ガスタンクは破壊すると陸戦兵のジェノサイド砲に匹敵するほどの超巨大な爆風を発生させる（ダメージは難易度に関わらず非常に低い）。また、アーケードは内部に潜るだけで上空からの攻撃をほとんど遮断してくれるため、航空戦力相手には重宝する。
洞窟1
『2』より登場。地下に造られた巨大生物の巣窟。複雑に入り組んでいる上に遥か上部まで通路が広がっており、非常に立体的なマップとなっている。最下部の通路は狭い地下鉄のトンネルに繋がっている。全体的に射線が確保しづらいため、地形を反射する性質を持つ武器が非常に有利となる。
洞窟2
『2』より登場。洞窟1とは異なり上部への通路が存在せず地面の隆起も少ないが、通路は更に入り組んでいる。ミッションによって通路の繋がり方が異なり、「幾重にも分かれているが、最終的に全ての通路が1つに繋がっているタイプ」と「長い一本道のタイプ」が登場する。後者の最深部は浅い水辺のある鍾乳洞のような空間になっている。なお、対戦モード時は前者で固定となる。

## その他の情報
- 『1』において迷言「サンダー!!（酸だー!!）」を残した結城隊員は、『2』において雷撃兵器・サンダーボウシリーズを開発した結城博士の弟である（「THE 地球防衛軍2 インフェルノガイド」より。ただし、この記述がある項は「メーカー非公認」である）。なお、『地球防衛軍3 PORTABLE THE COMMERCIAL』にも、ペイルウイングの開発者として同名の科学者が登場するが、同一人物かは不明である。
- 攻略本「THE 地球防衛軍2 インフェルノガイド」の表紙には「サンダー!!」の文字が書かれており、結城隊員の迷言と関連がある可能性があるが、真相は不明。
- 2007年4月12日に発表された「SIMPLEシリーズAwards2007」において、年間で20万本以上出荷した作品に贈られるPLATINUM PRIZEに『2』が、15万本以上出荷した作品に贈られるGOLD PRIZEに『1』が選出された。
- PS2版のゲームディスクはCD形式のものであるためDVD形式のものよりデータ容量に制限がかかっている中、『2』のデータ解析によって未使用の音声やミッションの没データが削除されずそのまま残されているほか、『1』のミッション（全25ステージ）がそのままの形で収録されていることが判明している。その為プロアクションリプレイなどの改造ツールを使用することでこれらのステージを呼び出すことができ、『1』のミッションをペイルウイングで遊ぶといったプレイが（非公式ではあるが）出来る。

## THE 地球防衛軍タクティクス
THE 地球防衛軍シリーズの世界観を使ったウォーシミュレーションゲーム。開発会社はシンクアーツ。サンドロットは直接関わっていない。全100ステージで、その内50ステージはEDF側、残りの50ステージはインベーダー側を操作する。

## 移植作品
地球防衛軍2 PORTABLE
2011年4月7日発売のPlayStation Portable用ソフト。定価は通常版が4,800円（税抜）、通常版ソフト2本が同梱された初回生産分のみの特別版である『ダブル入隊パック』が5,980円（税抜）。PlayStation 2版THE 地球防衛軍2に新ミッション、新武器、アドホック通信による最大4人のマルチプレイ対応などの要素を追加。総出荷17万本超（ダブル入隊パック5万本含）。
地球防衛軍2 PORTABLE V2
2014年12月11日発売のPlayStation Vita用ソフト。定価は通常版が5,200円（税抜）、通常版ソフト2本が同梱された初回生産分のみの特別版である『ダブル入隊パック』が6,980円（税抜）。地球防衛軍3 PORTABLEと同じくアドホック通信、およびオンライン通信による最大4人での協力プレイに対応している。「陸戦兵」と「ペイルウイング」だけでなく空襲兵「エアレイド」が選べるようになった。
地球防衛軍2 for Nintendo Switch
2021年7月15日発売のNintendo Switch用ソフト。定価は3,980円（税込）、任天堂ハードウェアとしては初となる地球防衛軍シリーズナンバリングタイトルとなった。 初回生産分に限り「パッケージ版初回封入特典」、ダウンロード版に関しても期間限定で「ダウンロード版早期購入特典」が付属されている。内容は地球防衛軍2 PORTABLE V2をベースに新たな要素を加えている。ローカル通信のほか、オンラインを通じて最大4人での協力プレイが可能。（オンラインでのプレイはNintendo Switch Onlineへの加入が必須となる）

## アプリゲーム
THE 地球防衛軍 MOBILE（襲来編）
SIMPLEシリーズDXとして配信された携帯電話アプリ。iモード、EZweb、Yahoo!ケータイより配信。2006年12月4日より配信開始。シリーズ本編とほぼ同様の3Dアクションを遊ぶことができる。配信サイト「D3Pモバイル」の終了に伴い、2012年2月末で配信終了。
THE 地球防衛軍 MOBILE（地底突入編）
襲来編の続編として配信された携帯電話アプリ。iモード、EZweb、Yahoo!ケータイより配信。2007年1月22日より配信開始。地底を舞台としており、敵の奇襲や壊せる壁などがある。「襲来編」で手に入れた武器やポイントの引き継ぎが可能。配信サイト「D3Pモバイル」の終了に伴い、2012年2月末で配信終了。
THE 地球防衛軍シューティング 出撃! ペイルウイング
SIMPLEシリーズDXとして配信された携帯電話アプリ。iモード、EZweb、Yahoo!ケータイより配信。2007年4月13日より配信開始。ペイルウイングを主人公とした縦スクロールシューティングゲーム。配信サイト「D3Pモバイル」の終了に伴い、2012年2月末で配信終了。
地球防衛軍 LEGEND
2011年2月1日提供開始されたシミュレーションゲーム。自分自身のキャラクターを育成しながら仲間たちと防衛軍を結成しゲームを進めていく。育てたキャラクターがそのまま戦闘時に反映され、戦局を左右する仲間からの援護射撃「フレンドショット」というソーシャル要素が盛り込まれている。配信はグリーの「GREE Platform for smartphone」で行われている。iPhone/Android端末向けのWebアプリとしてWebブラウザを通して提供されているが、従来型の携帯電話でもプレイできる。基本プレイ無料でアイテム課金制だが、GREEの無料会員登録が別途必要。2011年7月21日、サービス終了。